# Le Pote
 (février 2014).
Si vous disposez d'ouvrages ou d'articles de référence ou si vous connaissez des sites web de qualité traitant du thème abordé ici, merci de compléter l'article en donnant les références utiles à sa vérifiabilité et en les liant à la section « Notes et références ».
Le Pote est un roman autobiographique de Germain Rallon, écrit et publié à compte d'auteur en 1938. L'édition originale est illustrée en première page d'un dessin de Maurice Benézech, qui était à l'époque directeur de l’École de Dessin de Parthenay (actuellement École d'Arts Plastiques).

## Résumé
Le Pote raconte l'amitié de Rallie, alias Germain Rallon, et de Bouboule, surnom de Jean Simon pendant la Grande Guerre. L'action débute dans la gare de Nancy et se termine à Verdun.

## Réédition
Une réédition corrigée, annotée et préfacée par Frédéric Dumerchat et Olivier Épié a été publiée aux éditions CPE, Marivole en mars 2014.